# Somogyi Sándor (földrajztudós)
Somogyi Sándor (Kisújszállás, 1926. január 29. – 2015. március 15.) földrajztudós, a földrajztudomány doktora.

## Életútja
A Jászberényi Tanítóképző Főiskola 1948-as elvégzését követően az Eötvös Loránd Tudományegyetemen (ELTE) szerzett diplomát 1952-ben földrajz-történelem tanár szakon. Ez évtől három éven át Bulla Béla aspiránsa lett. 1955-től a Magyar Tudományos Akadémia Földrajztudományi Kutatócsoportjában munkatárs, majd a kutatócsoportból alakult MTA Földrajztudományi Kutatóintézetében dolgozott nyugdíjazásáig, előbb munkatársként, később főmunkatársként, végül tudományos tanácsadóként. Az ELTE-n végzett oktatói tevékenységének elismeréseként az egyetem 1971-ben címzetes egyetemi docens titulust adományozott számára.
Sírja a Rákospalotai Temetőben található.

## Munkássága
Magyarország tájbeosztásában Marosi Sándorral folytatott közös munkájuk máig meghatározó jelentőségű, kettőjük szerkesztésében jelent meg 1990-ben Magyarország kistájainak katasztere, mely számos tekintetben alapvető munka.
A természetföldrajz különféle szakterületein végezte kutatásait, melyek közül jelentősek a hidrográfia (vízföldrajz) területén elért eredményei. Ezenkívül a történeti földrajz is érdeklődésének középpontjában állt; ebben a témában készítette el akadémiai doktori értekezését (A magyar nép vándorlásának és honfoglalásának földrajzi környezete). Foglalkozott még a 19. századi vízszabályozások ökológiai hatásával is.

### Társasági tagságai és elismerései
1952-től volt tagja a Magyar Földrajzi Társaságnak, ahol aztán 1963-tól választmányi tag, majd 1973–1981 között főtitkár, 1981–1989 között társelnök, 1989 után tiszteleti tag lett. Munkájáért a Társaság 1985-ben Lóczy Lajos-emlékéremmel, 1994-ben pedig Teleki Sámuel-éremmel tüntette ki. Tudományos és tudományszervezői munkáját a Magyar Tudományos Akadémia 1991-ben Akadémiai Díjjal jutalmazta. Ugyancsak 1952-től volt tagja a Magyar Hidrológiai Társaságnak. 2012-ben a Hidrológiai Közlöny szerkesztőbizottsági tagjává választották.

### Főbb művei
- Hazánk folyóhálózatának kialakulása: Az árterek szabályozások előtti természeti földrajzi viszonyainak fejlődéstörténeti vázlatával. h.n: k.n. 1961.  Kandidátusi értekezés
- A magyar nép vándorlásának és honfoglalásának földrajzi környezete.  1984.  Akadémiai doktori értekezés
- Magyarország természeti adottságainak idegenforgalmi szempontú értékelése. Budapest: MTA Földrajztudományi Kutatóintézet (MTA FKI). 1987.
- Magyarország földrajzi áttekintése. Budapest: Tudományos Ismeretterjesztő Társulat. 1988.
- Marosi Sándor, Somogyi Sándor (szerk.) (1990): Magyarország kistájainak katasztere I-II. MTA Földrajztudományi Kutató Intézet , Budapest, 1023 old. ISBN 9637395091